# Okręg Lannion
Okręg Lannion (fr. Arrondissement de Lannion) – okręg w północno-zachodniej Francji. Populacja wynosi 102 tysiące.

## Podział administracyjny
W skład okręgu wchodzą następujące kantony:
- Lannion,
- Lézardrieux,
- Perros-Guirec,
- Plestin-les-Grèves,
- Plouaret,
- Roche-Derrien,
- Tréguier.